# 演化权衡
演化权衡是指在一个生物系统中，演化无法在不对某一部分造成不利影响的情况下提升系统的另一部分功能。“权衡”指的是某一性状的适应度提升是以牺牲另一性状适应度为代价的过程。
由于时间、空间、能量等资源的有限性，同一生物系统内的多个性状常常无法同时最优化，而是在资源的分配上形成此消彼长的关系，提升某一性状适应度的机制本身也可能会对另一性状的适应度产生负面影响，演化权衡便由此发生。
这种负相关关系在拮抗性基因多效性中尤为明显，即同一个基因同时影响多个性状，其中部分效应对生物体并非有利。
此外，若在配子形成过程中出现连锁不平衡，即不同基因座上的等位基因以非随机方式组合，也可能导致性状间的负面关联。